# Jody Thompson
Jody Kenneth Thompson (Las Vegas, Nevada, 9 de septiembre de 1980) es un preso estadounidense actualmente condenado a cadena perpetua en la prisión de Nevada, Estados Unidos. Es famoso por ser el atracador a mano armada más peligroso de Las Vegas y por haberse fugado de la prisión estatal de Nevada en un camión de reparto.

## Antecedentes
Las Vegas, una de las ciudades más pobladas de Estados Unidos, estaba controlada por Jody Thompson, un atracador que iba con arma en mano a todos los establecimientos de la ciudad. Era temido por toda la urbe, y varios policías lo intentaron atrapar, aunque acabó en vano. Cuando pensaba que era imparable, lo cogieron durante un asalto a un bar de la zona. Fue sentenciado a 50 años de cárcel.
Lo trasladaron a la prisión estatal de Nevada; tan solo mirar el lugar, supo que debía huir de allí. Empezó a ayudar junto con los demás presos las labores de carga y descarga, tales como sillas, alimentos u otros objetos. Entonces, vio un camión con la puerta trasera abierta, y sin vigilancia. Se lo pensó varias veces y corrió hacia el camión, subió a él, bajó la puerta y se escondió.

## La fuga
El vehículo arrancó, y el conductor no se percató de que en la parte trasera se hallaba un fugitivo. Llegaron a la puerta de salida a la carretera, y unos policías cachearon el camión, para averiguar si había algún preso escondido. Un guardia abrió la puerta lateral (dónde se encontraba Thompson), pero no lo vio. Jody pensó que si tan solo estaba a tres metros de él y éste lo veía, ¿cómo el guardia no lo veía?
Le permitieron pasar y el coche se alejó de la prisión. Según había escuchado Jody, el camión tenía como destino una gasolinera cerca de Las Vegas, aunque su destino final no era allí. Cuando llegaron a la estación de servicio, Jody bajó y llamó a un amigo. Este llegó en media hora con una moto para él, y partió hacía Las Vegas.
Su plan era atracar un bar para lograr dinero, y huir hacía México, dónde estaría unos años para después volver a Estados Unidos. Mientras, en la cárcel se había alertado una fuga y todo el estado de Nevada estaba pendiente de ésta. Se alojó unos días en la casa de una amiga, aunque la policía de Las vegas ya había logrado información y la tenía rodeada. Entonces Thompson tuvo un plan: hacer que su amiga saliera con el coche y el escondido en el maletero hasta llegar fuera de la ciudad. No funcionó, así que se vio obligado a tirar a su compañera por la puerta cuando el vehículo estaba en movimiento y tomar la posesión.
Llegó a un control de seguridad y le pararon. Los guardias que vigilaban el puesto no se percataron de su identidad y le dejaron pasar. Siguió su rumbo hacia el aeropuerto.

## La persecución
La policía estatal de Nevada seguía el fugitivo, que huía al aeropuerto. No le lograron cerrar el paso y él huyó. Fue cogido tres meses después en Las Vegas; al parecer no se había ido, solo cogió un vuelo a Carson City, la capital del estado, y estar una temporada para después irse a México, aunque no pudo realizar sus planes y tuvo que volver a Las Vegas.
En la última etapa de su captura, inteligente mente llamó al 911 desde la casa en donde se refugiaba, le dijo a la operadora que estaba a punto de rendirse y que su intención era salir con vida de la situación, dejó descolgado el teléfono y se tiró al suelo con las manos en la cabeza. La captura y la conversación de él con la operadora quedaron grabadas.

## Breakout
La serie de National Geographic estadounidense Breakout, que narra las huidas de los criminales más famosos de Estados Unidos, dedicó un episodio a la huida de Jody Thompson, que tituló "Huida a Las Vegas" (en inglés "Escape to Las Vegas").